# Abdul Jabbar al-Oqaidi
Abdul Jabbar al-Oqaidi (en arabe : عبد الجبار العكيدي) est un commandant de l'Armée syrienne libre. Il était un ancien colonel de l'armée arabe syrienne qui a fait défection au début de l'année 2012. Il est commandant et porte-parole de l'Armée syrienne libre à Alep, les principales forces rebelles armées opérant en Syrie pendant la guerre civile syrienne,,. 
Il a rejoint l'armée syrienne libre après avoir déserté l'armée syrienne au début de 2012,,,.